# Bandera del Vietnam del Sud
La bandera del Vietnam del Sud va ser inspirada, originalment, per l'emperador Thành Thái, el 1890, essent recuperada per Lê Văn Đệ i adoptada per l'emperador Bảo Đại, el 1948. Va ser la bandera de l'antic estat del Vietnam (les zones controlades pels francesos tant al nord com al sud del país), entre 1949 i 1955, i més tard de la República del Vietnam (Vietnam del Sud), fins al 1975, any de la caiguda de Saigon. La bandera està formada per un camo groc i tres barres horitzontals vermelles, que pots significar la unió en sang del nord, el centre i el sud del Vietnam, així com pot voler representar el símbol del "sud" (és a dir, el sud de la Xina; Viet Nam vol dir això mateix), en bagua daoista.
Actualment encara és utilitzada per molts immigrants vietnamites en d'altres països, molts dels quals (Viet Kieu) van abandonar el país a finals de la dècada de 1970 i principis de 1980, els quals consideren la bandera actual com la representativa del règim comunista del qual van fugir. Des del juny de 2002, als Estats Units, com a múnim 13 governs estatals, set comtats i 85 ciutats de 20 estats diferents han reconegut la bandera groga com l'herència vietnamita i la bandera de la llibertat. Al Vietnam s'han produït intents de repartit la bandera, accions que han estat perseguides com "propaganda contra el Govern de la República Socialista del Vietnam".

## Construcció i dimensions

Plantilla de construcció de la bandera.

### Colors
Els models Pantone, RGB i HTML s'han extret a patir dels codis de color HTML indicats a la plantilla de construcció.
| Model de color | Groc        | Vermell     |
| -------------- | ----------- | ----------- |
| Pantone        | 803C        | 485C        |
| CMYK           | 0-0-100-0   | 0-73-78-6   |
| RGB            | 255, 255, 0 | 218, 37, 29 |
| HTML           | #FFFF00     | #DA251D     |

## Orígens
En el transcurs del regnat de l'emperador Gia Long (1802–1820), la bandera groga també va ser utilitzada com a símbol de l'imperi del Vietnam. Així, es va mantenir com la bandera de l'emperador quan la cort de Hue es va convertir en un protectorat francès.
El 1890, l'emperador Thành Thái va emetre un decret on adoptava la bandera groga amb les tres franges vermelles, per primer cop, com la bandera nacional (Đại Nam (bandera nacional) 1890-1920). Algunes veus opinen que aquesta bandera, coneguda com la Bandera groga, per abreujar, és la primera bandera nacional autèntica del poble vietnamita, i que reflecteix l'aspiració i les esperances del poble, no només els emperadors, per la independència i la unificació de la nació vietnamita. El significat i el disseny de la bandera de Thành Thái i la de l'artista Lê Văn Đệ són gairebé els mateixos; fons daurat amb tres barres horitzontals vermelles al centre representant les 3 regions culturals i geogràfiques del Vietnam: el nord, el centre i el sud, però la bandera de Thành Thái té les franges més clares i més amples.

## Banderes històriques

República de Vietnam del Sud (1975–1976)